# هشتی حسینیه علیا
هشتی حسینیه علیا مربوط به دوره قاجار است و در ندوشن، محله علیا، حسینیه علیا واقع شده و این اثر در تاریخ ۷ اسفند ۱۳۸۶ با شمارهٔ ثبت ۲۱۷۱۴ به‌عنوان یکی از آثار ملی ایران به ثبت رسیده است.